# Тьерра-дель-Вино
Тье́рра-дель-Ви́но (исп. Tierra del Vino, «винная земля») — район (комарка) в Испании, входит в провинцию Самора в составе автономного сообщества Кастилия и Леон.

## Муниципалитеты
1. Арсенильяс
2. Бамба
3. Кабаньяс-де-Сайяго
4. Касасека-де-Кампеан
5. Касасека-де-лас-Чанас
6. Касурра
7. Корралес-дель-Вино
8. Эль-Кубо-де-ла-Тьерра-дель-Вино
9. Куэльгамурес
10. Энтрала
11. Фуэнтелькарнеро
12. Фуэнтеспреадас
13. Хема
14. Хамбрина
15. Мадриданос
16. Майяльде
17. Моралеха-дель-Вино
18. Моралес-дель-Вино
19. Пелеас-де-Абахо
20. Пелеас-де-Арриба
21. Эль-Пердигон
22. Эль-Пиньеро
23. Понтехос-дель-Вино
24. Сан-Марсияль
25. Санта-Клара-де-Аведильо
26. Сансолес
27. Тардобиспо
28. Вальдемимбре
29. Вальдефинхас
30. Вениальбо
31. Вильяласан
32. Вильянуэва-де-Кампеан
33. Вильяральбо